# Volcán de Tamadaba
El Volcán de Tamadaba es un ferry-crucero tipo RO/RO de la naviera española Armas.

## Historia
El buque fue construido con el número de casco 1 653 en los astilleros españoles Hijos de J. Barreras de Vigo para la armadora Naviera Armas. La puesta de quilla tuvo lugar el 9 de agosto de 2005 y su botadura el 9 de octubre de 2006. El buque se completó el 18 de mayo de 2007. El interior del ferry fue diseñado por la ingeniería Oliver Design. El Volcán de Tamadaba es el gemelo del Volcán de Tijarafe, que también fue construido por Hijos de J. Barreras para Naviera Armas y entregado en abril del año 2008.
El buque se utilizó inicialmente en servicios de transbordador entre las Islas Canarias. Más tarde, también operó ocasionalmente en otras rutas, incluyendo el Mediterráneo occidental entre Almería en España y Nador en Marruecos.

## Datos técnicos y equipamiento
El buque está propulsado por dos motores diésel de cuatro tiempos-doce cilindros del tipo Wärtsilä 12V46B con 11 700  kW de potencia cada uno. Los motores actúan sobre dos hélices de paso controlable. El buque está equipado con dos propulsores de codo accionados eléctricamente con hélices de paso controlable, de 1 000 kW de potencia cada uno.
Para la generación de energía se dispone de dos generadores accionados por motores diésel con una potencia de 1 200 kW cada uno. También se ha instalado un generador de emergencia accionado por un motor diésel con una potencia de 360 kW.
El transbordador tiene dos cubiertas para vehículos fijas y una regulable en altura. Las cubiertas de vehículos fijas se encuentran en las cubiertas 2 y 4, mientras que la cubierta de vehículos regulable en altura está suspendida bajo la cubierta 6. La cubierta para vehículos de la cubierta 2 (cubierta principal) es accesible a través de dos rampas de popa. Las rampas tienen cada una 16 metros de largo y 8 metros de ancho. Las rampas de acceso a la cubierta 4 también son accesibles desde las rampas de popa. La altura útil en la cubierta 2 es de 4,2 metros.
Las instalaciones para pasajeros se encuentran en las cubiertas 6 y 7. Existen 46 camarotes de cuatro camas y 16 de dos camas a disposición del pasaje. También cuenta con zonas con sillones reclinables en ambas cubiertas. Los pasajeros también tienen acceso a restaurantes, tiendas y una zona de juegos para niños, así como zonas de cubierta abierta con asientos y una piscina.
Las instalaciones para la tripulación del buque se encuentran en la zona de proa, en la cubierta 7. El buque dispone de otra cubierta con salas de servicio, entre otras dependencias. El puente, cerrado en toda su anchura, está situado en la zona de proa del buque. Para tener una mejor visión de conjunto al atracar, soltar amarras y al navegar por canales estrechos.